# Malkhas Amoyan
Malkhas Amoyan (in armeno Մալխաս Բիմբաշի Ամոյան?; 22 gennaio 1999) è un lottatore armeno, specializzato nella lotta greco-romana.

## Biografia
Ha iniziato a praticare la lotta all'età di sei anni.
Ha vinto la medeglia d'argento nei 72 kg nella Coppa del mondo individuale di Belgrado 2020, evento che ha sostituito la rassegna iridata a causa dell'insorgere della pandemia di COVID-19, in cui ha perso in finale contro l'ungherese Bálint Korpási.
È stato campione iridato ai mondiali di Oslo 2021, dove ha sconfitto Sergey Kutuzov nell'incontro decisivo per l'oro. Agli Varsavia 2021 ha ottenuto l'argento perdendo contro il georgiano Shmagi Bolkvadze.
Dal 2022 è passato ai pesi welter (-77 kg). Ha ottenuto il primo titolo continentale agli europei di Budapest 2022, riconfermandosi sul gradino più alto del podio in entrambe le edizioni successive di Zagabria 2023 e Bucarest 2024.
Ai mondiali di Belgrado 2023 e Belgrado 2024 ha conquistato il bronzo in entrambe le edizioni.
Ha rappresentato l'Armenia ai Giochi olimpici estivi di Parigi 2024, dove è stato estromesso dal tabellone principale del torneo dei pesi welter nella semifinale persa contro il giapponese Nao Kusaka, poi vincitore della competizione. Nei turni precedenti aveva eliminato il finlandese Jonni Sarkkinen agli ottavi e l'iraniano Amin Kavianinejad ai quarti. Nella finale per il bronzo ha sconfitto l'uzbeko Aram Vardanyan.

## Palmarès
| Anno | Manifestazione  | Sede       | Evento | Risultato | Note |
| ---- | --------------- | ---------- | ------ | --------- | ---- |
| 2019 | Mondiali        | Nur-Sultan | 72 kg  | 7º        |      |
| 2020 | Europei         | Roma       | 72 kg  | 16º       |      |
| 2021 | Europei         | Varsavia   | 72 kg  | Argento   |      |
| 2021 | Mondiali        | Oslo       | 72 kg  | Oro       |      |
| 2022 | Europei         | Budapest   | 77 kg  | Oro       |      |
| 2022 | Mondiali        | Belgrado   | 77 kg  | Bronzo    |      |
| 2022 | Mondiali U23    | Pontevedra | 77 kg  | Oro       |      |
| 2023 | Europei         | Zagabria   | 77 kg  | Oro       |      |
| 2023 | Mondiali        | Belgrado   | 77 kg  | Bronzo    |      |
| 2024 | Europei         | Bucarest   | 77 kg  | Oro       |      |
| 2024 | Giochi olimpici | Parigi     | 77 kg  | Bronzo    |      |

## Altre competizioni internazionali
2020
- Argento nei 72 kg nella Coppa del mondo individuale ( Belgrado)